# تونگ‌یونگ
تونگیئونگ
شهر تونگیئونگ (به کره‌ای: 통영) (به انگلیسی: Tongyeong) با جمعیت ۱۲۱٫۵۵۵ نفر در استان جیونگسانگنام جنوبی در کشور کره‌جنوبی واقع شده‌است.

## نگارخانه

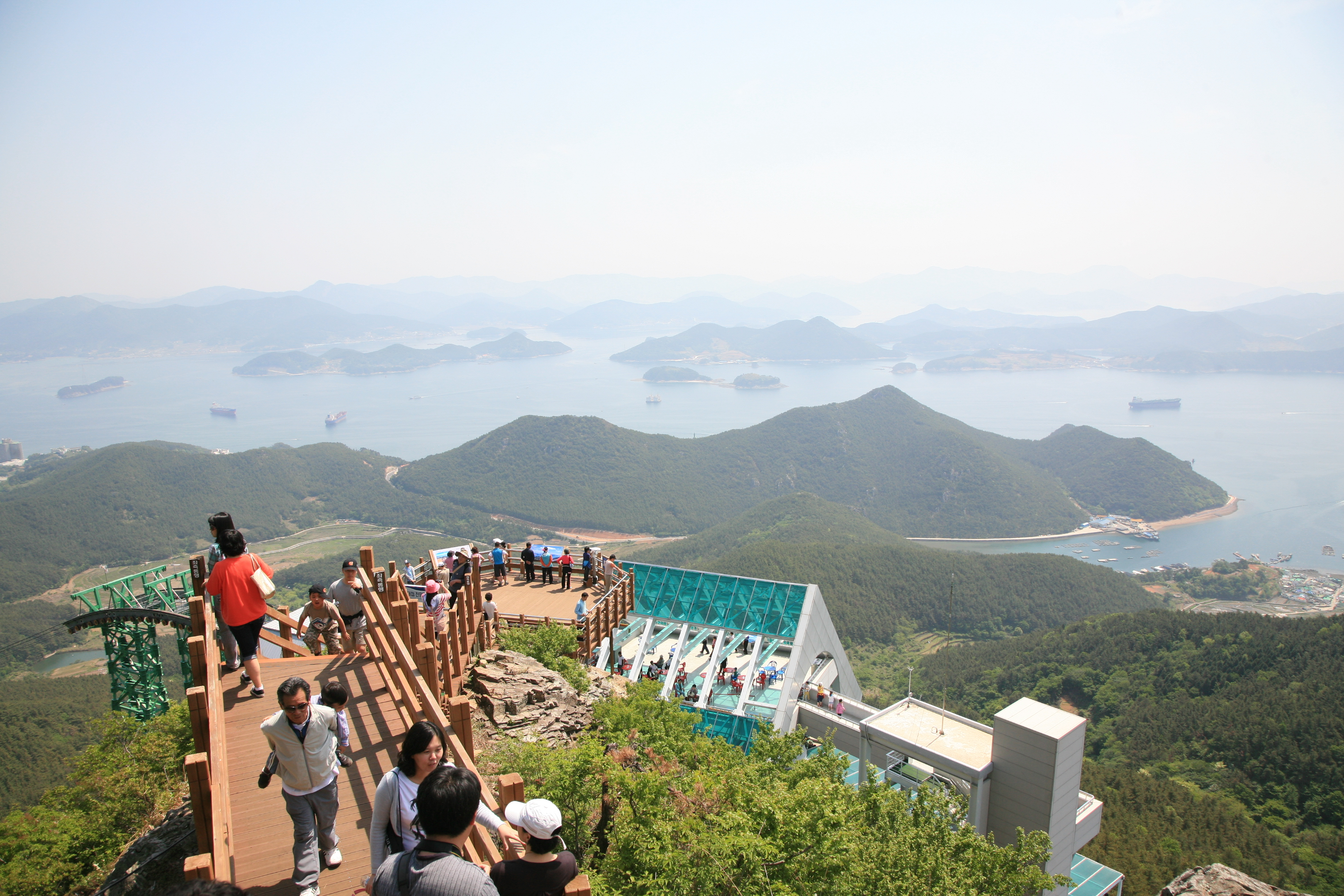
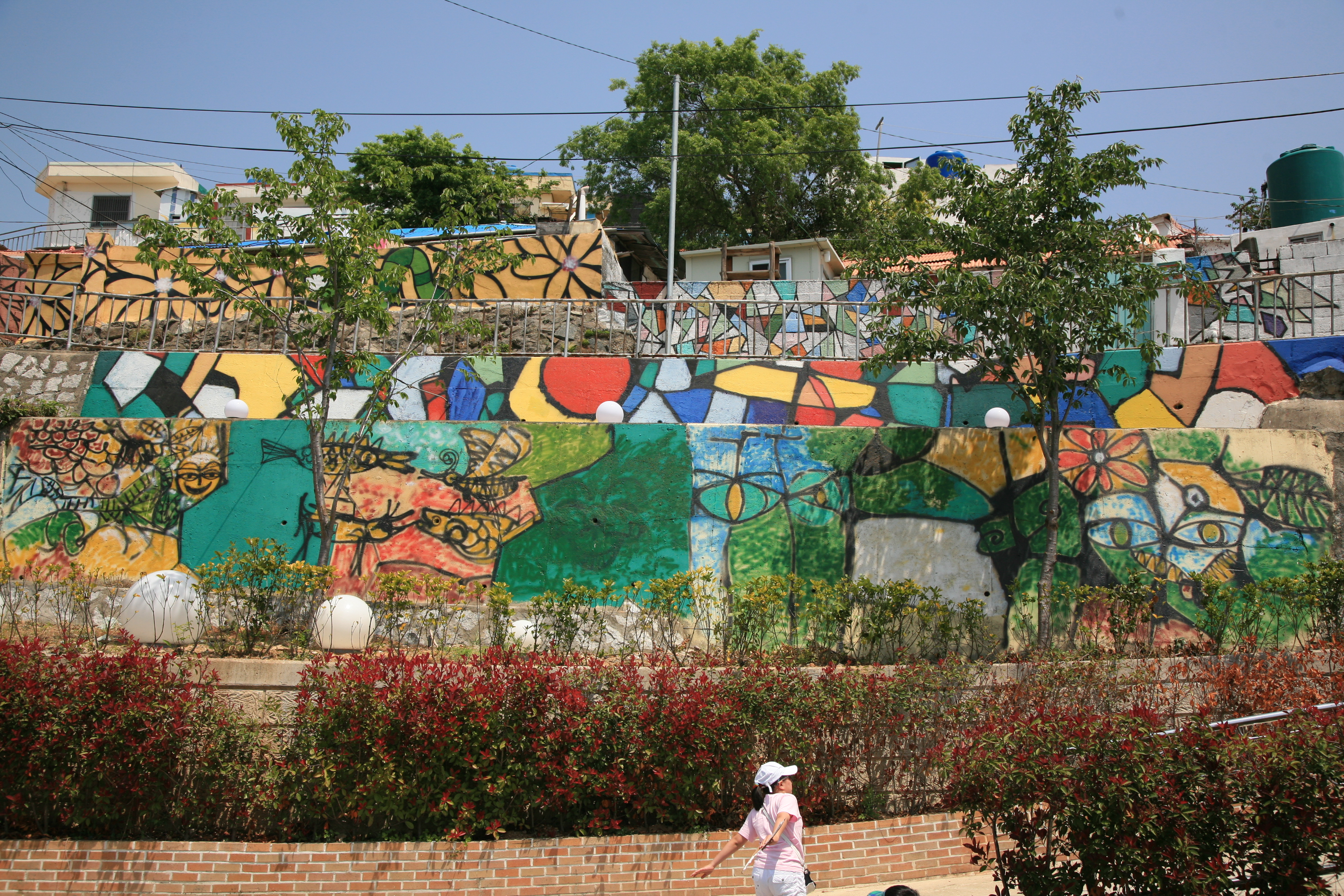
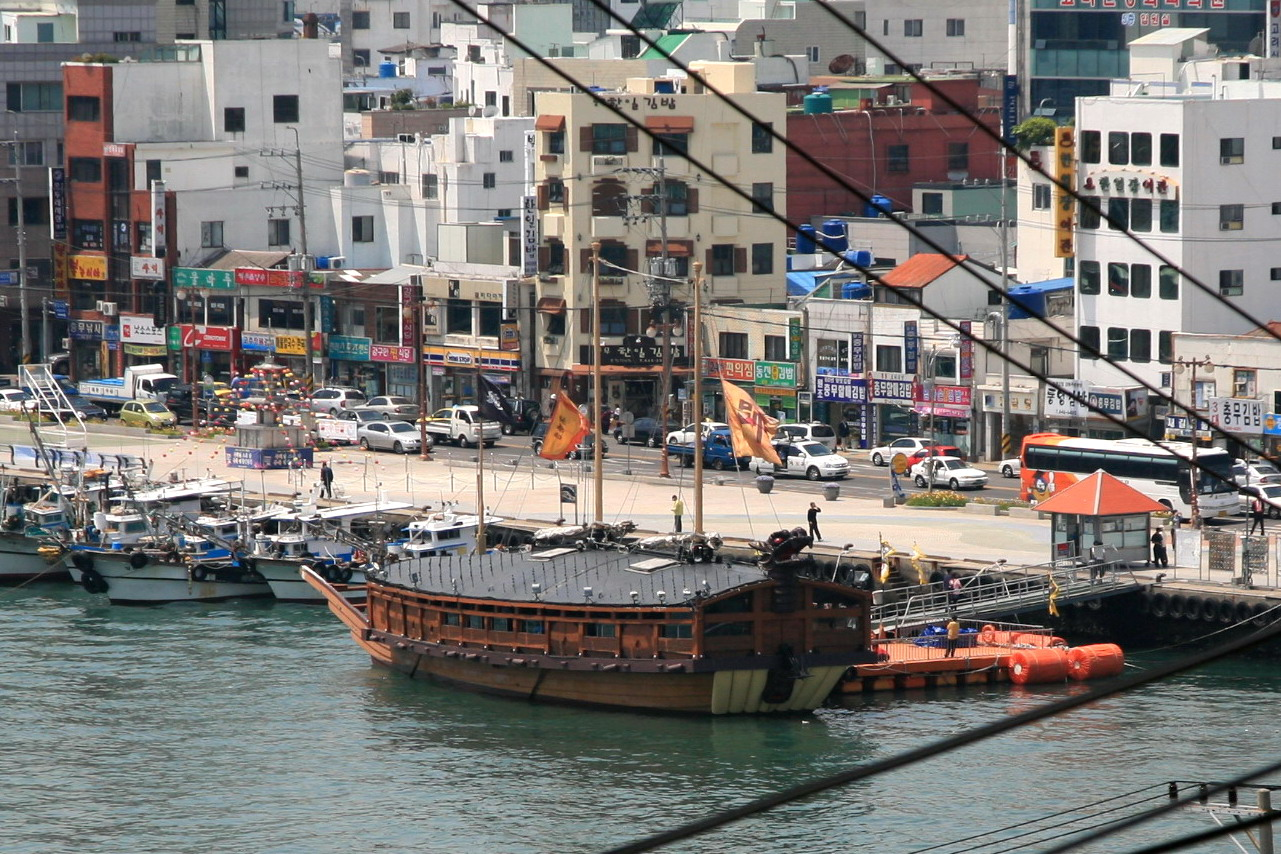
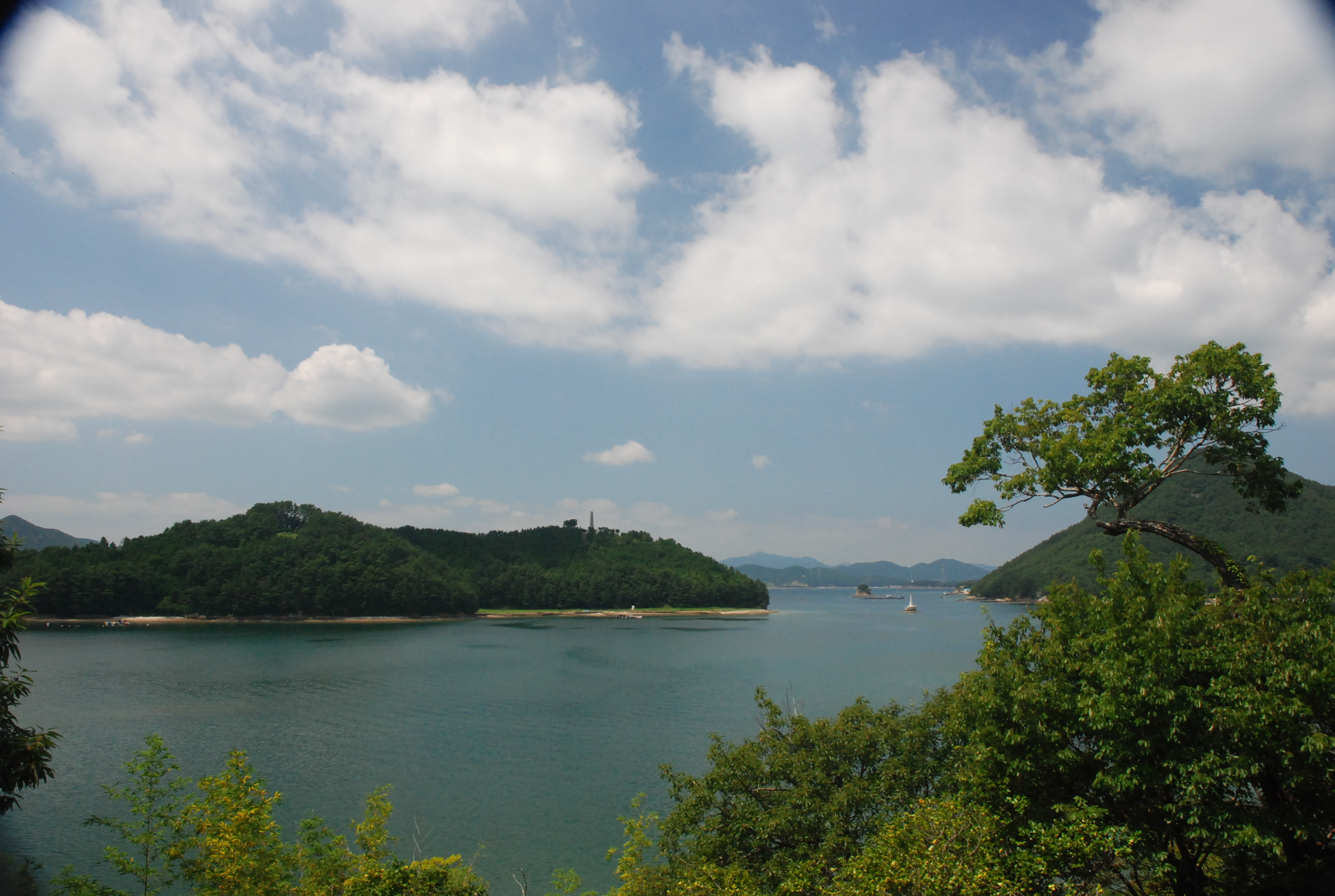